# Enrique Mario Casella
Enrique Mario Casella (* 1. August 1891 in Montevideo; † 10. Dezember 1948 in Tucumán) war ein argentinischer Komponist.
Enrique Mario Casella war der Sohn des Violinisten und Dirigenten Italo Casella. Die Familie übersiedelte 1896 nach Buenos Aires, wo er am Konservatorium bei Ferruccio Cattelani und Edmundo Pallemaerts studierte. 1907 ging er nach Europa, wo er an der Hochschule für Musik in Bologna bei Angelo Consolini, Marco Enrico Bossi und Carpessani und ab 1909 am Königlichen Konservatorium in Brüssel bei César Thompson, Paul Gilson und Maurice Staminat studierte. 1913 vervollkommnete er seine Ausbildung in Paris bei Paul Vidal und Foucher. Von 1914 bis 1918 lebte er in Buenos Aires, danach in Goya.
Seit 1920 lebte er in Tucumán. Dort wurde er Professor an der Academia de Bellas Artes. Mit Luis Gianneo gründete er 1922 das Instituto Musical Tucumán. Außerdem gründete er 1923 das Trío Tucumán und 1940 das Cuarteto Tucumán. Seit 1937 war er Direktor des Coro Santa Cecilia und der Banda Provincial de Música.
Casella komponierte eine Anzahl sinfonischer Dichtungen und weitere sinfonische Werke, ein Violin- und ein Klavierkonzert, Opern und Zarzuelas, Ballette, Filmmusiken, Messen, Chorwerke, Kammermusik und Lieder. Sein Werk wurde von dem Dirigenten Lucio Bruno-Videla wiederentdeckt.

## Werke
- Caperucita für Gesang, Rezitator und Klavier, 1920
- Faetón, sinfonische Dichtung, 1924
- El Rey Midas tiene orejas de asno, sinfonische Dichtung nach Ovid, 1925
- Suite Incaica "Pachacutec Inca" für Chor und Orchester, 1926
- Nahuel Huapi, sinfonische Dichtung, 1926
- Corimayo, Oper, 1926
- La Virgencina de Covadonga, Zarzuela, 1926
- Las Vírgenes del Sol, Oper, 1927
- La ruina del puesto, sinfonische Dichtung, 1929
- La Tapera, Oper, 1929
- Cantar de arriero  für Chor a cappella, 1930
- Baguala für Chor a cappella, 1930
- Brujerías, sinfonische Dichtung, 1932
- El Maleficio de la Luna, Oper, 1932–34
- Los Poemas del Agua, Ballett, 1933
- De Tierra Adentro, 1933
- Canción de las voces serenas für drei Frauenstimmen, 1934
- Filmmusik zu La barra mendocina, 1935
- El Embrujo de la Copla, Oper, 1935
- Filmmusik zu Loco lindo, 1936
- Filmmusik zu Amalia, 1936
- El País del Ensueño Oper
- Messe für Kammerorchester, Orgel und Männerchor, 1938
- A Santa Teresita del Niño Jesús für Solostimme, Violinen, Orgel und Chor
- Himno a Santa Inés für Frauenchor und Harfe, 1939
- Himno de los Niños Católicos für Gesang und Klavier, 1941
- La Vidala, Oper, 1942
- Konzert für Violine und Orchester
- Konzert für Klavier und Orchester, 1945
- 4 Acuarelas 1945
- La Salamanca, sinfonische Dichtung
- En la Puna, sinfonische Dichtung
- Don Quijote, sinfonische Dichtung
- Cumbres de Tucumán, sinfonische Dichtung
- Tawantinsuyo, Suite für Orchester, 1938
- Suite Incaica für Orchester, 1925
- Tres Miniaturas Criollas

| Personendaten    | Personendaten            |
| ---------------- | ------------------------ |
| NAME             | Casella, Enrique Mario   |
| KURZBESCHREIBUNG | argentinischer Komponist |
| GEBURTSDATUM     | 1. August 1891           |
| GEBURTSORT       | Montevideo               |
| STERBEDATUM      | 10. Dezember 1948        |
| STERBEORT        | Tucumán                  |